# Terén
Terén je část zemského povrchu (pevniny) tvořená terénním reliéfem, pokrytým objekty, jako např. porostem, vodstvem, komunikacemi, stavbami a technickými zařízeními. Je to tedy libovolná část zemského povrchu se všemi jeho nerovnostmi, vytvořená přírodními silami nebo uměle, se všemi objekty a jevy, které se na zemském povrchu nacházejí.
Základem terénu je terénní reliéf, charakterizující horizontální i vertikální členitost zemského povrchu. Druhou částí terénu jsou terénní předměty, ke kterým se řadí všechny objekty přirozeného i umělého původu, vyskytující se na reliéfu.
Podle členitosti terénního reliéfu a výskytu terénních předmětů lze na zemském povrchu rozlišovat různé druhy terénu.